# Omar Abdulrahman
Omar Abdulrahman Ahmed Al Raaki Al Amoodi (Arabisch: عمر عبد الرحمن أحمد الراقي العمودي) (Riyad, 20 september 1991) is een voetballer afkomstig uit de Verenigde Arabische Emiraten die als vleugelspeler of als offensieve middenvelder kan spelen. Hij staat onder contract bij Al Ain, waar hij doorstroomde vanuit de eigen jeugdopleiding.

## Clubcarrière
Abdulrahman speelde in de jeugd voor Al-Hilal en Al Ain. Op 24 januari 2009 debuteerde hij in het eerste elftal van Al Ain in de Etisalat Cup tegen Al-Ahli. Op 18 april 2009 maakte Abdulrahman zijn competitiedebuut tegen Ajman Club. Op 11 mei 2009 maakte hij zijn eerste doelpunt in de Liga van de Verenigde Arabische Emiraten tegen Al-Ahli. Met Al Ain werd Abdulrahman driemaal landskampioen. Op 9 mei 2015 speelde hij mee in de laatste wedstrijd van het seizoen 2014/15 tegen Al Sjarhah, die met 1–1 werd gelijkgespeeld en de derde landstitel bezegelde. In het voorjaar van 2015 stond Abdulrahman onder de aandacht van meerdere Europese topclubs, waaronder Manchester City FC en SL Benfica, maar besloot in februari 2015 zijn contract bij Al Ain met vier jaar te verlengen.

## Interlandcarrière
Abdulrahman maakte zijn debuut in het voetbalelftal van de Verenigde Arabische Emiraten op 2 januari 2011 in een vriendschappelijke interland tegen Syrië (2–0 winst). Hij speelde de volledige wedstrijd. Op 16 oktober 2012 maakte Abdulrahman zijn eerste doelpunt voor de Verenigde Arabische Emiraten in een met 6–2 gewonnen oefeninterland tegen Bahrein. In januari 2013 speelde hij zijn eerste interlandtoernooi, de Golf Cup of Nations 2013, die gewonnen werd door Irak in de finale in de verlenging met 2–1 te verslaan. Abdulrahman, die alle wedstrijden op het toernooi speelde, maakte het openingsdoelpunt na een halfuur spelen. Na afloop van het toernooi werd Abdulrahman uitgeroepen tot speler van het toernooi. In november 2014 speelde hij met de Emiraten wederom om de Golf Cup, maar was Saoedi-Arabië in de halve finale te sterk; ook op het Aziatisch kampioenschap voetbal 2015, twee maanden later, was Abdulrahman basisspeler en was de halve finale wederom het eindpunt (2–0 verlies van gastland Australië). In de na strafschoppen gewonnen kwartfinale tegen Japan was hij trefzeker in de strafschoppenserie met een panenka; op zodanige wijze scoren in een strafschoppenserie op een continentaal kampioenschap deden eerder onder anderen Andrea Pirlo en Sergio Ramos (Europees kampioenschap 2012). Op 16 juni 2015 maakte hij het enige en winnende doelpunt in de eerste kwalificatiewedstrijd voor het wereldkampioenschap voetbal 2018 tegen Oost-Timor.